# Deutschland sucht den Superstar/Staffel 11
Die elfte Staffel der deutschen Gesangs-Castingshow Deutschland sucht den Superstar wurde vom 8. Januar bis zum 3. Mai 2014 im Programm des Fernsehsenders RTL ausgestrahlt. Im Finale konnte sich Aneta Sablik gegen Meltem Acikgöz und Daniel Ceylan durchsetzen.

## Ablauf
Am 13. März 2013 gab RTL bekannt, dass es eine elfte Staffel geben wird. Start der Staffel war Mittwoch, der 8. Januar 2014. Das vorjährige Moderatorenduo reduzierte sich auf Nazan Eckes. Neben Dauerjuror Dieter Bohlen sitzen Rapper Prince Kay One, Schlagersängerin Marianne Rosenberg und Mieze Katz, Sängerin der Band MIA., am Jurypult. In den Castingsrunden wählte jeder Kandidat vor dem Auftritt eine Goldene CD mit dem Namen des Jurors aus, dessen Stimme bei unentschiedenem Juryvoting den Ausschlag für Weiterkommen oder Ausscheiden geben sollte. Im Recall im Congress Center Düsseldorf konnte umgekehrt jeder Juror eine Goldene CD an zwei der 98 Recall-Teilnehmer vergeben und sie damit direkt in den Re-Recall nach Kuba schicken. Von den getrennt auftretenden Frauen und Männern wählte die Jury jeweils 15 Kandidaten nach geänderten Regeln aus, davon sieben per Goldener CD, da Dieter Bohlen in der Frauengruppe keine vergab. Hinzu kamen drei Casting-Teilnehmer, für die vier Tage lang im Oktober 2013 unter 20 von RTL vorausgewählten Kandidaten im Internet abgestimmt werden konnte.

## Re-Recall
Der Re-Recall startete mit 16 Frauen und 17 Männern sowie Jorge Gonzalez als Choreograph in der Altstadt von Havanna. Wie im Recall traten die Kandidaten nach Geschlechtern getrennt in Dreier- oder Vierergruppen mit selbstausgesuchten Songs auf. Mit pink oder blau lackierten Oldtimern und Chauffeur fuhren sie in der ersten Re-Recall-Folge vor das mitten in einer Straße aufgebaute Jurypult und konnten das Fahrzeug und zuschauende Straßenbewohner in die Performance miteinbeziehen. In der nächsten Sendung bedeutete ein gemischtgeschlechtlicher Duett- bzw. Trio-Auftritt in Havanna das Aus für fünf Kandidaten wie auch Strandauftritte zu dritt oder viert den Rückflug für zwei weitere Kandidatinnen. Der Bühnenaufbau der nächsten Folge erfolgte in einer Dschungellandschaft bei Varadero, nach geschlechtshomogenen Auftritten in Duetten und Trios siebte die Jury die Mehrheit der Schweizer und österreichischen Teilnehmer aus. In der letzten Folge des Re-Recalls trat jeder Kandidat, zum Teil mit einer Gesangsdarbietung, einzeln vor die Jury. Diese schickte die Hälfte der letzten Zwanzig in die Live-Challenge-Shows und von der zunächst ausgeschiedenen anderen Hälfte fünf Kandidaten ins Wackelkandidatenvoting, in dem zwei weitere Plätze zu vergeben waren.

### Re-Recall-Teilnehmer
| Kandidat(in), Alter    | Kandidat(in), Alter | Beruf                                            | 0Wohnort0     | Anmerkungen                                    | Ausgeschieden in/im (Ausscheidungsrunde)         |
| ---------------------- | ------------------- | ------------------------------------------------ | ------------- | ---------------------------------------------- | ------------------------------------------------ |
| Aneta Sablik           | 25                  | Studentin (Journalismus)                         | Gelting       | aus Polen                                      | Siegerin                                         |
| Meltem Acikgöz         | 24                  | Systemgastronomie-Angestellte                    | Dillingen     |                                                | 6. Live-Challenge-Show (Finale) (2)              |
| Daniel Ceylan          | 28                  | Teilzeitjobber                                   | Meschede      | im Recall von Staffel 10 ausgeschieden         | 6. Live-Challenge-Show (Finale) (1)              |
| Richard Schlögl        | 25                  | Mitarbeiter einer Personalagentur                | Gratkorn      |                                                | 5. Live-Challenge-Show (Halbfinale)              |
| Christopher Schnell    | 25                  | Immobilienmakler                                 | Hamburg       | Elfter von Staffel 5                           | 4. Live-Challenge-Show                           |
| Yasemin Kocak          | 20                  | Assistentin der Geschäftsführung im Eventbereich | Norderstedt   | im Wackelkandidatenvoting weiter               | 4. Live-Challenge-Show                           |
| Elif Batman            | 18                  | Schülerin                                        | Melle         | im Wackelkandidatenvoting weiter               | 3. Live-Challenge-Show                           |
| Enrico von Krawczynski | 19                  | Auszubildender (Medientechnologie)               | Berlin        |                                                | 3. Live-Challenge-Show                           |
| Vanessa Valera Rojas   | 23                  | Kinderbetreuerin                                 | Tornesch      |                                                | 2. Live-Challenge-Show                           |
| Alessandro Di Lella    | 21                  | Auszubildender (Einzelhandelskaufmann)           | Ludwigsburg   |                                                | 2. Live-Challenge-Show                           |
| Sophia Akkara          | 20                  | Studentin (Jura)                                 | Wabern        |                                                | 1. Live-Challenge-Show                           |
| Melody Haase           | 20                  | Kinderanimateurin                                | Berlin        |                                                | 1. Live-Challenge-Show                           |
| Angelo Bugday          | 22                  | Schlüsseldienst-Angestellter                     | Herford       |                                                | Wackelkandidatenvoting                           |
| Anita Latifi           | 18                  | Schülerin                                        | Wuppertal     | Nachrückerin im Wackelkandidatenvoting         | Wackelkandidatenvoting                           |
| Maxi Perez-Bursian     | 20                  | Studentin (Anglistik)                            | Murcia        | aus Leipzig stammend                           | Wackelkandidatenvoting                           |
| Patric Wittlinger      | 23                  | Minijobber                                       | Bad Kreuznach |                                                | freiwilliger Ausstieg aus Wackelkandidatenvoting |
| Robin Wick             | 17                  | Schüler                                          | Kreuztal      |                                                | Folge 13                                         |
| Jaqueline Bloem        | 24                  | Studentin (Lehramt an Berufskollegs)             | Wuppertal     |                                                | Folge 13                                         |
| Louiza Moorbeck        | 20                  | Gärtnerei-Auszubildende                          | Wiefelstede   |                                                | Folge 13                                         |
| Maurizio Lettere       | 20                  | Zeitarbeiter                                     | Neuss         |                                                | Folge 13                                         |
| David Petre            | 18                  | Student (Jura)                                   | Graz          |                                                | Folge 12                                         |
| Marcel Bedernik        | 16                  | Schüler                                          | Stockerau     |                                                | Folge 12                                         |
| Ellen Victoria         | 17                  | Schülerin                                        | Gockhausen    |                                                | Folge 12                                         |
| Thomas Zbinden         | 22                  | Student (BWL)                                    | Bern          |                                                | Folge 12                                         |
| Jessica Provence       | 17                  | Schülerin                                        | Vilseck       |                                                | Folge 11 (3)                                     |
| Natasa Milenkovic      | 24                  | Kaufmännische Angestellte                        | St. Gallen    |                                                | Folge 11 (3)                                     |
| Tanja Tischewitsch     | 24                  | Flugbegleiterin                                  | Hannover      |                                                | Folge 11 (2)                                     |
| Marc Aurel Zeeb        | 18                  | Schüler                                          | Stuttgart     |                                                | Folge 11 (2)                                     |
| Ryan Stecken           | 27                  | Studentin (Psychologie)                          | Hamburg       | unter Pseudonym, eigentlich Sabrina, Drag King | Folge 11 (2)                                     |
| Barrie Ibrahim         | 30                  | Angestellter Geldautomatenmonteur                | Bielefeld     |                                                | Folge 11 (1)                                     |
| Fabio Lentini          | 18                  | Freiwilliges Soziales Jahr in einer Diakonie     | Münsingen     |                                                | Folge 11 (1)                                     |
| Menderes Bağcı         | 30                  | Sänger                                           | Langenfeld    | im Recall von Staffel 8 und Staffel 9          | Folge 10                                         |
| Burak Külekci          | 19                  | Auszubildender (Großhandel)                      | Innsbruck     |                                                | Folge 10                                         |

Durch Internetabstimmung von den Castings in den Re-Recall
Durch eine Goldene CD vom Recall in den Re-Recall
Durch eine Goldene CD von Marianne Rosenberg in den Re-Recall
Durch eine Goldene CD von Mieze Katz in den Re-Recall
Durch eine Goldene CD von Kay One in den Re-Recall
Durch eine Goldene CD von Dieter Bohlen in den Re-Recall
Teilnehmer an den Live-Challenge-Shows und dortiger Ausscheidungszeitpunkt

## Wackelkandidatenvoting
Das Ergebnis wurde zu Beginn der ersten Live-Challenge-Show am 29. März bekanntgegeben.
| Kandidat             | Votingergebnis  |
| -------------------- | --------------- |
| 0Angelo Bugday       | 0 ausgeschieden |
| 0Maxi Perez-Bursian  | 0 ausgeschieden |
| 0Yasemin Kocak       | 0 weiter        |
| 0Elif Batman         | 0 weiter        |
| 0Anita Latifi 1      | 0 ausgeschieden |
| 0Patric Wittlinger 1 | 0nicht wählbar  |

 Ausgeschiedene Kandidaten

## Live-Challenge-Shows

### Kandidaten
| Platz | Kandidat                   | Ausgeschieden am | Challenge              |
| ----- | -------------------------- | ---------------- | ---------------------- |
| 1.    | Aneta Sablik               | Siegerin         | Finale                 |
| 2.    | Meltem Acikgöz             | 3. Mai           | Finale                 |
| 3.    | Daniel Ceylan              | 3. Mai           | Finale                 |
| 4.    | Richard Schlögl            | 26. April        | Inszeniere deinen Song |
| 5.    | Christopher Schnell        | 19. April        | Mach dein Ding!        |
| 6.    | Yasemin Kocak              | 19. April        | Mach dein Ding!        |
| 7.    | Elif Batman                | 12. April        | Duett Night            |
| 8.    | Enrico von Krawczynski     | 12. April        | Duett Night            |
| 9.    | Vanessa Valera Rojas       | 5. April         | Band Night             |
| 10.   | Alessandro Di Lella        | 5. April         | Band Night             |
| 11.   | Larissa Joyce Melody Haase | 29. März         | Club Night             |
| 12.   | Sophia Akkara              | 29. März         | Club Night             |

### Resultate
|          | Liveshow 1 Club Night (Runde 1) | Liveshow 1 Club Night (Runde 2) | Liveshow 2 Band Night | Liveshow 3 Duett Night | Liveshow 4 Mach dein Ding! | Liveshow 5 Inszeniere deinen Song | Liveshow 6 Finale (1. Entscheidung) | Liveshow 6 Finale (2. Entscheidung) |
| -------- | ------------------------------- | ------------------------------- | --------------------- | ---------------------- | -------------------------- | --------------------------------- | ----------------------------------- | ----------------------------------- |
| Platz 1  | Elif 31,1 %                     | Aneta 24,2 %                    | Aneta 14,9 %          | Aneta 17,2 %           | Aneta 21,7 %               | Aneta 30,8 %                      | Aneta 43,6 %                        | Aneta 57,9 %                        |
| Platz 2  | Vanessa 19,2 %                  | Christopher 19,6 %              | Christopher 14,4 %    | Christopher 14,5 %     | Richard 17,8 %             | Meltem 25,4 %                     | Meltem 29,3 %                       | Meltem 42,1 %                       |
| Platz 3  | Enrico 16,9 %                   | Yasemin 16,8 %                  | Elif 12,1 %           | Meltem 13,8 %          | Daniel 16,7 %              | Daniel 23,2 %                     | Daniel 27,1 %                       |                                     |
| Platz 4  | Daniel 15,8 %                   | Meltem 16,7 %                   | Meltem 10,6 %         | Richard 13,4 %         | Meltem 15,3 %              | Richard 20,7 %                    |                                     |                                     |
| Platz 5  | Alessandro 08,8 %               | Richard 12,3 %                  | Richard 09,2 %        | Yasemin 11,3 %         | Christopher 14,5 %         |                                   |                                     |                                     |
| Platz 6  | Sophia 08,3 %                   | Larissa Melody 10,4 %           | Enrico 08,4 %         | Daniel 11,1 %          | Yasemin 14,0 %             |                                   |                                     |                                     |
| Platz 7  |                                 |                                 | Daniel 08,2 %         | Elif 10,4 %            |                            |                                   |                                     |                                     |
| Platz 7  | Yasemin 08,2 %                  |                                 |                       | Elif 10,4 %            |                            |                                   |                                     |                                     |
| Platz 8  |                                 |                                 | –                     | Enrico 08,2 %          |                            |                                   |                                     |                                     |
| Platz 9  |                                 |                                 | Vanessa 07,1 %        |                        |                            |                                   |                                     |                                     |
| Platz 10 |                                 |                                 | Alessandro 06,9 %     |                        |                            |                                   |                                     |                                     |

Siegerin der Staffel
Kandidaten mit den wenigsten Anrufen

### Gewinner der Challenges
Die Gewinner der Challenges erhielten jeweils ein Fahrzeug des Modells Suzuki Swift Sport.
| Challenge-Name         | Datum     | Gewinner       | Aufgabe                                                 |
| ---------------------- | --------- | -------------- | ------------------------------------------------------- |
| Club Night             | 29. März  | Sophia Akkara  | Einbau eines Tanzparts in den Auftritt                  |
| Band Night             | 5. April  | Meltem Acikgöz | einen Teil des Songs ohne Unterstützung der Band singen |
| Duett Night            | 12. April | Aneta Sablik   | ein Duett singen                                        |
| Mach dein Ding!        | 19. April | Daniel Ceylan  | Neuinterpretation eines ausgewählten Liedes             |
| Inszeniere deinen Song | 26. April | Meltem Acikgöz | Eigeninszenierung eines ausgewählten Songs              |
| Finale                 | 3. Mai    | Aneta Sablik   | Gewinner der Staffel erhielt das Auto                   |

### Erste Live-Challenge-Show
Die erste Live-Challenge-Show fand am 29. März statt. Die Challenge war Club Night und die Show begann mit der Verkündung der Wackelkandidatenabstimmung: Elif Batman und Yasemin Kocak wurden in die Liveshow gewählt. Vor den Einzeldarbietungen präsentierten die besten zwölf Kandidaten gemeinsam das Lied Timber von Pitbull feat. Kesha. Einen Gastauftritt am Ende der Sendung hatte Menowin Fröhlich, Zweitplatzierter aus dem Jahr 2010. Die Kandidaten sangen in zwei Gruppen. Nach den Auftritten der Startnummern 1 bis 6 erfolgte bereits das erste Televoting, nach dem Sophia Akkara ausscheiden musste. Danach trat die andere Hälfte der Kandidaten auf, Larissa Melody Haase musste nach der zweiten Zuschauerabstimmung die Show verlassen.
|  | Startnr. | Name                   | Alter* | Interpret, Lied                                                  | Bemerkung     | Platzierung |
|  | -------- | ---------------------- | ------ | ---------------------------------------------------------------- | ------------- | ----------- |
|  | 01       | Alessandro Di Lella    | 21     | Daniel Merriweather – Impossible                                 | weiter        | 5 0(8,8 %)  |
|  | 02       | Vanessa Valera Rojas   | 23     | Emeli Sandé – Next to Me                                         | weiter        | 2 (19,2 %)  |
|  | 03       | Daniel Ceylan          | 28     | Lionel Richie – All Night Long (All Night)                       | weiter        | 4 (15,8 %)  |
|  | 04       | Sophia Akkara          | 20     | Pussycat Dolls feat. A. R. Rahman – Jai Ho! (You Are My Destiny) | ausgeschieden | 6 0(8,3 %)  |
|  | 05       | Enrico von Krawczynski | 19     | Justin Bieber feat. Nicki Minaj – Beauty and a Beat              | weiter        | 3 (16,9 %)  |
|  | 06       | Elif Batman            | 18     | Pharrell Williams – Happy                                        | weiter        | 1 (31,1 %)  |

|  | Startnr. | Name                 | Alter* | Interpret, Lied                                | Bemerkung     | Platzierung |
|  | -------- | -------------------- | ------ | ---------------------------------------------- | ------------- | ----------- |
|  | 07       | Aneta Sablik         | 25     | The Jackson Five – I Want You Back             | weiter        | 1 (24,2 %)  |
|  | 08       | Richard Schlögl      | 25     | Revolverheld – Ich lass’ für dich das Licht an | weiter        | 5 (12,3 %)  |
|  | 09       | Meltem Acikgöz       | 24     | Demi Lovato – Skyscraper                       | weiter        | 4 (16,7 %)  |
|  | 10       | Christopher Schnell  | 26     | Olly Murs – Dear Darlin’                       | weiter        | 2 (19,6 %)  |
|  | 11       | Larissa Melody Haase | 20     | Avicii – Addicted to You                       | ausgeschieden | 6 (10,4 %)  |
|  | 12       | Yasemin Kocak        | 20     | Clean Bandit feat. Jess Glynne – Rather Be     | weiter        | 3 (16,8 %)  |

|  | Startnr. | Name               | Alter* | Interpret, Lied                 | Bemerkung            | Platzierung |
|  | -------- | ------------------ | ------ | ------------------------------- | -------------------- | ----------- |
|  | –        | Angelo Bugday      | 22     | Alex Baroni – Cambiare          | vorher ausgeschieden | —           |
|  | –        | Anita Latifi       | 18     | Keri Hilson – Turn My Swag On   | vorher ausgeschieden | —           |
|  | –        | Maxi Perez-Bursian | 20     | Bonnie Tyler – It’s a Heartache | vorher ausgeschieden | —           |

### Zweite Live-Challenge-Show
Die zweite Live-Challenge-Show fand am 5. April statt. Es gab keinen Gruppensong. Die Challenge lautete Band Night, bei der die Kandidaten in einem Songpart mit reduzierter instrumentaler Begleitung ihre Stimme präsentierten. Vor der Entscheidung trat die Gewinnerin der vorherigen Staffel, Beatrice Egli, mit einem Medley auf. Alessandro Di Lella und Vanessa Valera Rojas schieden aus.
|  | Startnr. | Name                   | Alter* | Interpret, Lied                                   | Bemerkung     | Platzierung |
|  | -------- | ---------------------- | ------ | ------------------------------------------------- | ------------- | ----------- |
|  | 01       | Aneta Sablik           | 25     | Christina Aguilera – Ain’t No Other Man           | weiter        | 1 (14,9 %)  |
|  | 02       | Daniel Ceylan          | 28     | Boyz II Men – End of the Road                     | weiter        | 7 0(8,2 %)  |
|  | 03       | Yasemin Kocak          | 20     | Rudimental feat. Emeli Sandé – Free               | weiter        | 7 0(8,2 %)  |
|  | 04       | Enrico von Krawczynski | 19     | One Direction – Story of My Life                  | weiter        | 6 0(8,4 %)  |
|  | 05       | Meltem Acikgöz         | 24     | Ellie Goulding – Your Song                        | weiter        | 4 (10,6 %)  |
|  | 06       | Alessandro Di Lella    | 21     | R. Kelly – If I Could Turn Back the Hands of Time | ausgeschieden | 10 (6,9 %)  |
|  | 07       | Vanessa Valera Rojas   | 23     | Faith Hill – There You’ll Be                      | ausgeschieden | 9 0(7,1 %)  |
|  | 08       | Richard Schlögl        | 25     | Imagine Dragons – Demons                          | weiter        | 5 0(9,2 %)  |
|  | 09       | Elif Batman            | 18     | Tarkan – Şımarık                                  | weiter        | 3 (12,1 %)  |
|  | 10       | Christopher Schnell    | 26     | Richard Marx – Right Here Waiting                 | weiter        | 2 (14,4 %)  |

### Dritte Live-Challenge-Show
Die dritte Live-Challenge-Show fand am 12. April statt. Es gab erneut keinen Gruppensong. Die Challenge lautete Duett Night. In der ersten Runde sangen die Kandidaten im Duett, im zweiten Durchlauf solo. Am Ende wurde das Ausscheiden von Elif Batman und Enrico von Krawczynski bekannt gegeben.
Während der Live-Show fiel der Juror Prince Kay One durch fachfremde Kritiken an Marianne Rosenberg, Mieze Katz und der Kandidatin Aneta Sablik auf.
Dieter Bohlen gab während der Show eine Regeländerung bekannt: Er habe diesmal keine Ambitionen, das Lied des Siegers zu produzieren. Das diesjährige Motto „Kandidaten an die Macht“ bedeute auch, dass der Gewinner der Staffel seinen Siegersong selbst komponieren oder komponieren lassen solle.
|  | Startnr. | Name                   | Alter* | 1. Interpret, Lied                                         | 2. Interpret, Lied                                      | Bemerkung     | Platzierung |
|  | -------- | ---------------------- | ------ | ---------------------------------------------------------- | ------------------------------------------------------- | ------------- | ----------- |
|  | 01       | Enrico von Krawczynski | 19     | Taio Cruz feat. Kylie Minogue – Higher                     | Justin Bieber – Boyfriend                               | ausgeschieden | 8 0(8,2 %)  |
|  | 02       | Meltem Acikgöz         | 24     | Taio Cruz feat. Kylie Minogue – Higher                     | Leona Lewis – Footprints in the Sand                    | weiter        | 3 (13,8 %)  |
|  | 03       | Christopher Schnell    | 26     | A Great Big World feat. Christina Aguilera – Say Something | Family of the Year – Hero                               | weiter        | 2 (14,5 %)  |
|  | 04       | Elif Batman            | 18     | A Great Big World feat. Christina Aguilera – Say Something | Dusty Springfield – Son of a Preacher Man               | ausgeschieden | 7 (10,4 %)  |
|  | 05       | Daniel Ceylan          | 28     | Céline Dion & R. Kelly – I’m Your Angel                    | Justin Bieber – Be Alright                              | weiter        | 6 (11,1 %)  |
|  | 06       | Yasemin Kocak          | 20     | Céline Dion & R. Kelly – I’m Your Angel                    | David Guetta feat. Kelly Rowland – When Love Takes Over | weiter        | 5 (11,3 %)  |
|  | 07       | Richard Schlögl        | 25     | Rihanna – California King Bed                              | Andreas Bourani – Eisberg                               | weiter        | 4 (13,4 %)  |
|  | 08       | Aneta Sablik           | 25     | Rihanna – California King Bed                              | Michael Jackson – Dirty Diana                           | weiter        | 1 (17,2 %)  |

### Vierte Live-Challenge-Show
Die vierte Live-Challenge-Show fand am 19. April statt. Es gab wieder keinen Gruppensong. Die Challenge lautete Mach dein Ding!. Diesmal mussten die Kandidaten ihren zweiten Song in einer neuen, eigenen Version präsentieren. Am Ende der Show wurde das Ausscheiden von Yasemin Kocak und Christopher Schnell bekannt gegeben.
Die Einschaltquote sank erstmals unter die Drei-Millionen-Grenze.
|  | Startnr. | Name                | Alter* | 1. Interpret, Lied                              | 2. Interpret, Lied                                      | Bemerkung     | Platzierung |
|  | -------- | ------------------- | ------ | ----------------------------------------------- | ------------------------------------------------------- | ------------- | ----------- |
|  | 01       | Christopher Schnell | 26     | Bruno Mars – When I Was Your Man                | Patrick Swayze feat. Wendy Fraser – She’s like the Wind | ausgeschieden | 5 (14,5 %)  |
|  | 02       | Meltem Acikgöz      | 24     | Ellie Goulding – Burn                           | Psy – Gangnam Style                                     | weiter        | 4 (15,3 %)  |
|  | 03       | Richard Schlögl     | 25     | Ich + Ich – Stark                               | Kings of Leon – Use Somebody                            | weiter        | 2 (17,8 %)  |
|  | 04       | Yasemin Kocak       | 20     | Christina Aguilera – I Turn to You              | Chaka Khan – Ain’t Nobody                               | ausgeschieden | 6 (14,0 %)  |
|  | 05       | Daniel Ceylan       | 28     | Xavier Naidoo – Bitte hör’ nicht auf zu träumen | Tina Turner – The Best                                  | weiter        | 3 (16,7 %)  |
|  | 06       | Aneta Sablik        | 25     | Anastacia – I’m Outta Love                      | Calvin Harris feat. Ellie Goulding – I Need Your Love   | weiter        | 1 (21,7 %)  |

### Fünfte Live-Challenge-Show (Halbfinale)
Das Halbfinale fand am 26. April statt. RTL gab am Vortag bekannt, dass Daniel Hartwich anstelle der erkrankten Nazan Eckes moderieren wird. Zu Beginn verkündete Dieter Bohlen als Regeländerung, dass nur ein Kandidat ausscheiden und das Finale somit von drei Kandidaten bestritten wird.
Die Challenge lautete Inszeniere deinen Song. Diesmal mussten sich die Kandidaten für ihren zweiten Song nicht nur eine Performance überlegen, sondern sie auch inszenieren und ein interessantes Intro gestalten. Nach seinem Auftritt wurde Richard Schlögl von DJ Ötzi empfangen, musste am Ende der Show jedoch ausscheiden.
|  | Startnr. | Name            | Alter* | 1. Interpret, Lied                                       | 2. Interpret, Lied                                | Bemerkung     | Platzierung |
|  | -------- | --------------- | ------ | -------------------------------------------------------- | ------------------------------------------------- | ------------- | ----------- |
|  | 01       | Meltem Acikgöz  | 24     | Pink feat. Nate Ruess – Just Give Me a Reason            | Evanescence – My Immortal                         | weiter        | 2 (25,4 %)  |
|  | 02       | Daniel Ceylan   | 28     | Michael Bolton – How Am I Supposed to Live Without You   | The Disco Boys – For You                          | weiter        | 3 (23,2 %)  |
|  | 03       | Aneta Sablik    | 25     | Avicii – Wake Me Up (Akustik-Version)                    | Destiny’s Child – Survivor                        | weiter        | 1 (30,8 %)  |
|  | 04       | Richard Schlögl | 25     | Revolverheld feat. Marta Jandová – Halt dich an mir fest | Marteria feat. Miss Platnum & Yasha – Lila Wolken | ausgeschieden | 4 (20,7 %)  |

### Sechste Live-Challenge-Show (Finale)
Das Finale fand am 3. Mai statt. Es gab diesmal keine konkrete Challenge und der Sieger erhielt zusätzlich zu dem Plattenvertrag und 500.000 Euro Preisgeld ein Auto. In der ersten Runde sangen die Kandidaten ihren Herzenssong, danach schied bereits Daniel Ceylan aus. Damit war es schon die zweite Staffel in Folge, in der zwei Frauen um den Titel des Superstars kämpften.
Nach dieser Entscheidung traten zunächst die neun ausgeschiedenen Kandidaten der Top 12 mit We Are One (Ole Ola) von Pitbull feat. Jennifer Lopez und Claudia Leitte auf. In der zweiten Runde sangen die verbliebenen Kandidatinnen ihr Staffelhighlight und als letzte Performance einen Song, der für sie geschrieben und komponiert wurde.
Aneta Sablik ist die Siegerin der elften Staffel und somit Superstar 2014. Damit gibt es zum dritten Mal und zum zweiten Mal in Folge einen weiblichen Gewinner.
|  | Startnr. | Name           | Alter* | 1. Interpret, Lied                    | 2. Interpret, Lied            | 3. Interpret, Lied                                               | Bemerkung | Platzierung (Entsch. 1/2) |
|  | -------- | -------------- | ------ | ------------------------------------- | ----------------------------- | ---------------------------------------------------------------- | --------- | ------------------------- |
|  | 01       | Meltem Acikgöz | 24     | Katy Perry feat. Juicy J – Dark Horse | Demi Lovato – Skyscraper      | Meltem Acikgöz – Explosion in My Heart (Finalkomposition)        | 2. Platz  | 2 (29,3 % / 42,1 %)       |
|  | 02       | Daniel Ceylan  | 28     | James Morrison – I Won’t Let You Go   | — (Tina Turner – The Best)    | — (Daniel Ceylan – Someone Out There to Love (Finalkomposition)) | 3. Platz  | 3 (27,1 %)                |
|  | 03       | Aneta Sablik   | 25     | Beyoncé – If I Were a Boy             | Michael Jackson – Dirty Diana | Aneta Sablik – The One (Finalkomposition)                        | 1. Platz  | 1 (43,6 % / 57,9 %)       |

* Das Alter bezieht sich auf den jeweiligen Tag der Liveshow.

## Quoten
| Folge    | Inhalt der Folge | Erstausstrahlung     | Zuschauerzahl ab 3 Jahren | Marktanteil ab 3 Jahren | Zuschauerzahl 14- bis 49-Jährige | Marktanteil 14- bis 49-Jährige |
| -------- | ---------------- | -------------------- | ------------------------- | ----------------------- | -------------------------------- | ------------------------------ |
| Folge 01 | Castings         | Mi, 8. Januar 2014   | 4,39 Mio.                 | 13,6 %                  | 2,70 Mio.                        | 22,3 %                         |
| Folge 02 | Castings         | Sa, 11. Januar 2014  | 5,09 Mio.                 | 15,7 %                  | 2,96 Mio.                        | 26,1 %                         |
| Folge 03 | Castings         | Mi, 15. Januar 2014  | 5,19 Mio.                 | 16,2 %                  | 3,33 Mio.                        | 27,9 %                         |
| Folge 04 | Castings         | Sa, 18. Januar 2014  | 5,29 Mio.                 | 16,4 %                  | 3,15 Mio.                        | 27,4 %                         |
| Folge 05 | Castings         | Sa, 25. Januar 2014  | 5,58 Mio.                 | 17,0 %                  | 3,32 Mio.                        | 27,8 %                         |
| Folge 06 | Castings         | Sa, 1. Februar 2014  | 5,00 Mio.                 | 15,7 %                  | 2,94 Mio.                        | 25,4 %                         |
| Folge 07 | Castings         | Sa, 8. Februar 2014  | 5,22 Mio.                 | 16,7 %                  | 2,80 Mio.                        | 25,2 %                         |
| Folge 08 | Recall           | Sa, 15. Februar 2014 | 3,95 Mio.                 | 12,6 %                  | 2,16 Mio.                        | 19,5 %                         |
| Folge 09 | Recall           | Sa, 22. Februar 2014 | 3,85 Mio.                 | 12,2 %                  | 2,26 Mio.                        | 18,9 %                         |
| Folge 10 | Re-Recall        | Sa, 1. März 2014     | 3,63 Mio.                 | 11,9 %                  | 2,15 Mio.                        | 20,4 %                         |
| Folge 11 | Re-Recall        | Sa, 8. März 2014     | 4,15 Mio.                 | 13,8 %                  | 2,44 Mio.                        | 22,9 %                         |
| Folge 12 | Re-Recall        | Sa, 15. März 2014    | 4,17 Mio.                 | 13,7 %                  | 2,40 Mio.                        | 21,7 %                         |
| Folge 13 | Re-Recall        | Sa, 22. März 2014    | 4,22 Mio.                 | 13,4 %                  | 2,29 Mio.                        | 20,8 %                         |
| Folge 14 | Live-Challenge   | Sa, 29. März 2014    | 3,43 Mio.                 | 12,6 %                  | 1,86 Mio.                        | 18,3 %                         |
| Folge 15 | Live-Challenge   | Sa, 5. April 2014    | 3,16 Mio.                 | 10,9 %                  | 1,66 Mio.                        | 15,9 %                         |
| Folge 16 | Live-Challenge   | Sa, 12. April 2014   | 3,31 Mio.                 | 11,9 %                  | 1,77 Mio.                        | 18,0 %                         |
| Folge 17 | Live-Challenge   | Sa, 19. April 2014   | 2,84 Mio.                 | 10,7 %                  | 1,42 Mio.                        | 16,2 %                         |
| Folge 18 | Halbfinale       | Sa, 26. April 2014   | 3,59 Mio.                 | 12,8 %                  | 1,69 Mio.                        | 17,9 %                         |
| Folge 19 | Finale           | Sa, 3. Mai 2014      | 3,80 Mio.                 | 13,0 %                  | 1,86 Mio.                        | 18,1 %                         |